# ヤマハ・YFM
ヤマハ・YFM（ワイエフエム）とは、ヤマハ発動機が製造販売している全地形対応車である。

## モデル一覧

### YFM125
日本国外名はGrizzly125（グリズリー）。

### YFM350
日本国外名はRaptor350（ラプター）、Warrior350ウォーリア、Grizzly350（グリズリー）。

### YFM350R
日本国外名はRaptor350R（ラプター）。
YFMシリーズのトップモデルであるYFM350Rは、2007年に登場。多彩なオフロード環境に対応でき、アクティブなライディングが楽しめることで人気の車種である。吸気効率に優れたBSR36キャブレターを装備する350cc・空冷4ストローク・単気筒エンジンは、粘り強いトルクとシャープなレスポンスを誇り、軽量・高剛性の高張力鋼管フレームにダブルウィッシュボーン・フロントサスペンション、安定したクッション性に貢献するピギーバックショックユニット装備のリンク式モノクロス・リアサスペンション、前後油圧式ディスクブレーキを組み合わせた車体は、エンジン性能を余すことなく引き出す優れた走行安定性と軽快なフットワークができる。2008年からはカラーリングが変更されて新しく発売される。

### YFM250R
多くの人々にATVスポーツライディングの楽しさを知ってもらうために開発された。エンジンは、モーターサイクルで実績のある4ストローク・250cc・SOHC・単気筒をATVに最適化し、低回転から高回転までメリハリのある、スムーズで扱いやすいトルクとパワーを組み込み、全面新設計の車体は、構造材に高張力鋼管を使い、フレームワーク全体をできるかぎりコンパクトにすることで十分な剛性・強度と大幅な軽量化を両立して、小型バーキャリーや樹脂製プロテクターの採用により、パワーウェイトレシオに優れた142kgの軽量ボディにしたと同時に、重量が大きいエンジンやライダーの搭載・着座位置をできるだけ低く設定し、スポーツ走行に最適な車体バランスを追求。またフロントのダブルウィッシュボーンサスペンション、リアのモノクロスサスペンションにはバネ下荷重を軽減するアルミホイールと小径タイヤを組み合わせ、キャスタ角やキャンバ角などのホイールアライメント、サスペンションジオメトリーも最上級モデル「YFZ450」に準じて設定されている。俊敏で軽快なフットワークと、操作性、操縦性に優れたスポーティなハンドリングを実現している。2008年からはカラーリングを変更した状態で発売される。

### YFM80
日本国外名はBadger80（バジャー）、Grizzly80（グリズリー）、Raptor80（ラプター）。

### YFM80R
YFMシリーズの一つとしてパワフルな80cc・4ストロークエンジン、高性能なフロント・リーディングアームサスペンションとリア・モノクロスサスペンションを持ち、本格的なオフロード走行性能とYFM350Rゆずりのスタイルが魅力である。全長1,537mmのコンパクトなボディに3速セミオートマチックトランスミッション、メンテナンスフリーのシャフトドライブ機構、セルスターター、パーキングブレーキなど、初心者でも扱いやすく便利な機能を凝縮したベーシックモデルとして発売されている。2008年モデルとしてカラーリングが変更されている。

### YFM50
日本国外名はRaptor50（ラプター）。

### YFM50R
YFMシリーズ最後のモデルであるYFM50Rは、2007年に登場。ミニマムモデルとして軽量でコンパクトな車体に、頑丈で扱いやすい50cc・4ストロークエンジン、フロント・リーディングアーム＆リア・モノクロスサスペンションを組み合わせ、軽快なオフロード走破性を実現し、子どもや女性（6歳以上で40kg以下）でも気軽にライディングが楽しめるよう、セルスターター、前進/ニュートラル切替えレバー、スクリュー調整式スロットルリミッター、ロープを引き抜けばエンジンが止まる緊急停止機構を採用している。2008年からはカラーリングが変更される。

### YFM660R
日本国外名はRaptor660R（ラプター）。

### YFM700
日本国外名はGrizzly700（グリズリー）。

### YFM700FI
日本国外名はGrizzly700FI（グリズリー）。

### YFM700R
日本国外名はRhino700R（ライノ）。